# Treno-corridoio

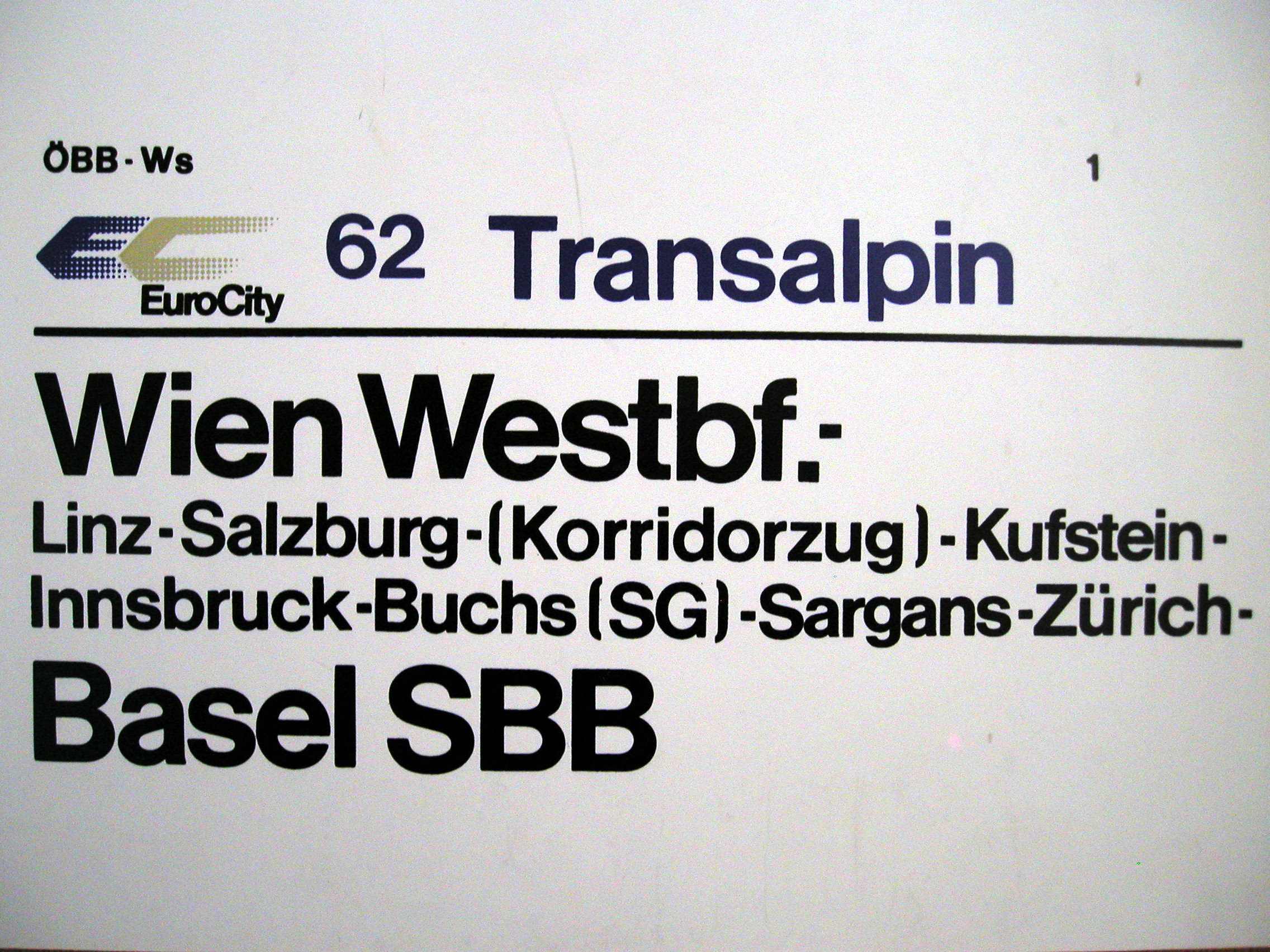
Esempio di cartello che indica un treno-corridoio da Vienna (Austria) a Basilea (Svizzera). La tratta corridoio è quella tra Salisburgo e Innsbruck.

Il treno-corridoio (in tedesco Korridorzug) è un treno internazionale che transita nel territorio di uno stato con un particolare regime giuridico che lo esenta dalle normali disposizioni relative ai controlli doganali e di polizia. Si tratta normalmente di relazioni che collegano due località di uno stesso stato attraversando una tratta ferroviaria nel territorio di un altro stato.

## Storia
Si diffusero soprattutto dopo la prima guerra mondiale; la denominazione sentì l'influsso del corridoio di Danzica, anche se propriamente si trattava in questo caso di treni che congiungevano la Pomerania con la Prussia Orientale, secondo un andamento ovest-est, attraversando il corridoio polacco che era in direzione sud-nord.
Dopo la seconda guerra mondiale si diffusero nuove tratte. La nascita dell'Unione europea ha determinato una caduta della necessità di regole speciali per i treni-corridoio, che si sono in molti casi trasformati in normali treni internazionali.

## Esempi di treno-corridoio

### Austria

#### Salzburg– Innsbruck
I treni Vienna-Salisburgo-Innsbruck-Vorarlberg compiono una parte di percorso in territorio tedesco in quanto la linea in territorio austriaco è più lunga e lenta.

#### Lienz– Innsbruck

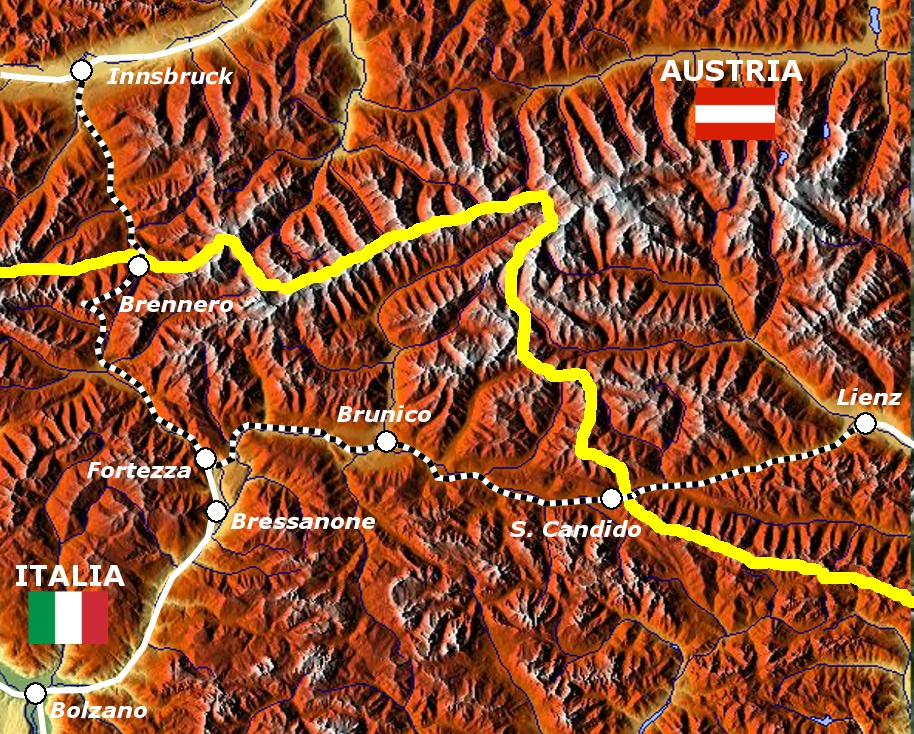
Linea ferroviaria (tratteggio bianco) percorsa dal treno-corridoio tra Lienz e Innsbruck

Dal 1919 il Tirolo Orientale era rimasto isolato, dal punto di vista ferroviario, dal Tirolo Settentrionale, in quanto la Val Pusteria era passata al Regno d'Italia. Per passare solo attraverso il territorio austriaco era necessario percorrere la ferrovia dei Tauri. Dopo la seconda guerra mondiale, una delle prime richieste austriache fu quella di permettere una relazione ferroviaria facilitata tra Lienz e Innsbruck, che potesse viaggiare sul territorio italiano utilizzando la ferrovia Fortezza-San Candido. Già l'accordo De Gasperi-Gruber aveva previsto ciò e le due amministrazioni ferroviarie ÖBB e FS firmarono un accordo il 22 ottobre 1947, mentre gli stati provvidero a firmare una convenzione statale il 10 novembre 1948. Il primo treno fu un Innsbruck-Lienz il 15 novembre; il servizio regolare con due coppie di treni al giorno ebbe inizio il 6 dicembre successivo. Il percorso era compiuto dall'automotrice OBB VT 5044.
Con l'elettrificazione delle linee, effettuata in Italia a 3000 V CC ed in Austria a 15.000 V CA, la trazione fu affidata alle locomotive ÖBB 1822 policorrente. Per un breve periodo in sostituzione alle 1822 si utilizzarono le E189 (affittate dalle ferrovie austriache), locomotive polisistema utilizzate soprattutto per i treni merci sulle linee principali.
Il servizio Lienz-Innsbruck venne poi svolto con le locomotive ÖBB 1216, immatricolate in Italia come E190; anche queste locomotive sono politensione, quindi non necessitano di cambio locomotiva al confine.
Questi treni erano composti da un locomotore e da tre o quattro carrozze identiche a quelle utilizzate per gli Eurocity; in origine avevano il divieto di effettuare fermate in territorio italiano, regola eliminata nel 1998, anno dal quale la relazione poté servire anche le città altoatesine.
Dopo 65 anni di servizio, con il cambio orario del 14 dicembre 2013 questo treno ha ufficialmente cessato di circolare.

#### Vienna– Deutschkreutz
Fra la capitale Vienna e la cittadina di Deutschkreutz alcuni treni a frequenza oraria attraversano il territorio ungherese per rientrare in territorio austriaco a Deutschkreutz. Alcuni treni proseguono verso la stazione di Sopron, in territorio ungherese, effettuando però un altro percorso, tutto in territorio austriaco.

#### Kempten - Garmisch-Partenkirchen
Fra Kempten e Garmisch-Partenkirchen si snoda una ferrovia che ha per principale snodo la stazione di Reutte in Tirol. Le corse hanno origine sia da Kempten che da Garmisch-Partenkirchen, però hanno termine a Reutte.

### Canada
La linea ferroviaria tra Montréal e Halifax attraversa lo stato statunitense del Maine.

### Rep. Ceca

#### Varnsdorf– Hrádek nad Nisou
Tra Varnsdorf e Hrádek nad Nisou vi sono treni-corridoio tra Germania e Polonia.

#### Mikulovice– Jindřichov ve Slezsku
Fra Šumperk e Krnov si trova una linea ferroviaria che attraversa il territorio polacco con la stazione di Głuchołazy per rientrare in territorio ceco a Jindřichov (Šumperk) e proseguire verso Krnov dove si connette alla linea che collega Olomouc con Opava.

### Italia

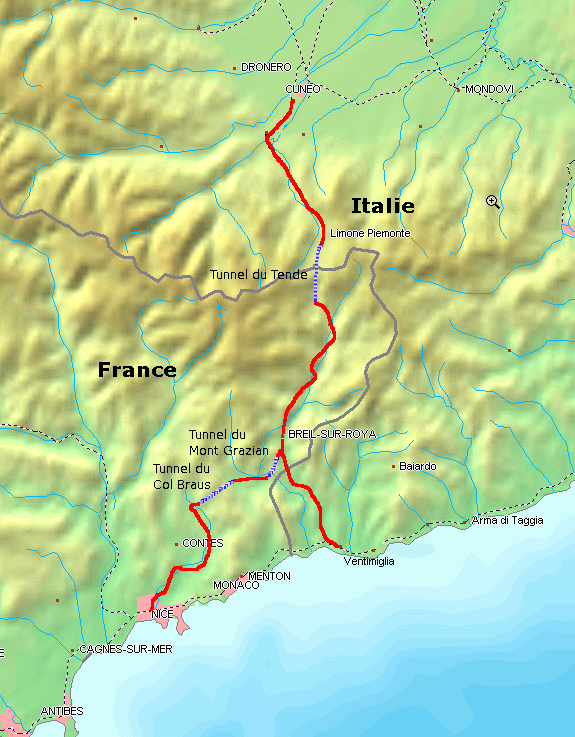
Il percorso della linea del Colle di Tenda

In Italia esistono treni regionali effettuati da Trenitalia che collegano le città italiane di Cuneo e Ventimiglia attraverso la ferrovia del Colle di Tenda, percorso che corre in territorio francese nella parte centrale ed in territorio italiano nelle tratte di estremità. Lungo la stessa tratta viaggiano anche treni italiani che arrivano in Francia e partono in Italia (e viceversa) e treni francesi che viaggiano solamente in territorio francese; è anche presente una stazione, quella di Vievola, che si trova in Francia ma è servita solo dai treni italiani. Negli scorsi decenni sulla linea hanno viaggiato anche treni Cuneo - Nizza e negli anni '80 un treno diretto Torino - Nizza.

### Slovacchia

#### Lučenec– Veľký Krtiš
Fra la stazione di Lučenec e quella di Veľký Krtíš vi è una ferrovia che attraversa per un tratto il territorio ungherese. La ferrovia, di circa 26 km di lunghezza, è a trazione diesel e le due stazioni fanno parte della ferrovia Zvolen - Košice. Vi corrono treni locali, oltre a alcune coppie di treni rapidi per Bratislava instradati via Zvolen.

### Svizzera
La linea Zurigo-Sciaffusa viaggia per un breve tratto in territorio tedesco. Tale tratto è interamente gestito dalle Ferrovie Federali Svizzere e non è collegato alla rete tedesca (se non attraverso la Svizzera).